# 景山俊弘
景山 俊弘（かげやま としひろ、1911年（明治44年）4月23日 - 1999年（平成11年）3月19日）は、日本の政治家。掛合町議会議員、掛合町長を歴任した。

## 経歴
旧制松江中学校（現島根県立松江北高等学校）卒。島根県の大財閥として重きをなしていた田部長右衛門知事の秘書をつとめる。1942年から1951年に合併するまで旧掛合村村議となり、町制施行後は引き続き掛合町議となる。また同町教育委員を1952年から1955年まで務め、同町農業委員も1957年から務めた。後に、掛合町から竹下登が田部の後押しを受け、県議を経て国会議員となると、景山は竹下側近として掛合町議会議員となり、町議会議長となった。次いで1967年同町長選挙に立候補し、現職を破って初当選した。以後、落選するまで連続無投票当選、20年の長きにわたって町政を運営する。
竹下は田中派の実力者として頭角を現したが、その権力基盤は地元の島根県に対する公共事業の誘致と、それへの見返りとしての竹下への集票・献金であった。竹下政治の全盛期、島根県の県民1人当たりの公共事業費は全国1位に達する。しかしそれと同時に、竹下系の政治家や土木業者が県政において幅を利かせるようになる。県への利益は竹下系に独占され、県財政は公共建築物のランニングコストで圧迫されるため、徐々に県民の不満は噴出していた。
そんな中、景山は三刀屋川に面した自宅前に公金で橋を架けさせた。わずか数百m先には立派な橋が架かっており、景山専用の橋であることは明らかであった。これには町民の不満が噴出し、議会でも追及された。6期目を目指した1987年の町長選では助役が告示日前日に立候補を表明、初当選以来20年ぶりの選挙戦となり、6選は確実と言われたが、130票差で落選の憂き目を見る。この一件をきっかけに、竹下の県政支配に対する市民の抗議運動が起こるようになる。
その後、1999年に死去。2004年に景山は掛合町名誉町民となる（竹下勇造・登親子に次いで3人目）。市町村合併後は引き続き雲南市名誉市民となっている。

## 親族
- 長男の俊太郎は竹下の秘書を経て島根県議、参議院議員を歴任した[3]。